# Kanton Metz-2
Metz-2 is een op 22 maart 2015 opgericht kanton van het Franse departement Moselle. Het kanton maakt deel uit van het arrondissement Metz en omvat uitsluitend een deel van de gemeente Metz. Het telt 39.983 inwoners in 2017.